# Lembocarpus
Lembocarpus, monotipski biljni rod iz porodice gesnerijevki smješten u podtribus Columneinae, dio tribusa Gesnerieae.. Jedina vrsta je L. amoenus sa karipske obale Južne Amerike 
Dio je podtribusa Columneinae.

## Etimologija
Ime roda dolazi od grčkog λέμβος, lembos = čamac, i κασπος, karpos = voće, aluzijom na voće u obliku čamca.

## Opis
L. amoenus je trajnica s malim jednogodišnjim dlakavim podzemnim gomoljem iz kojeg (po sezoni) izbija jedan list. Cvat je odvojen, cimozno razgranat ili sveden na jedan cvijet. Plod je čahura, lokulicidno odvojena, otvara se do 180º. Broj kromosoma nepoznat Raste u planinskim kišnim šumama često na granitnim izdancima.